# Bianca (Film)
Bianca ist ein italienischer Spielfilm von Nanni Moretti aus dem Jahr 1984.

## Handlung
Michele Apicella, ein junger Mathematiklehrer, wird am elitären Marilyn-Monroe-Gymnasium als Lehrer angestellt. Micheles Verhalten ist durch eine Reihe von Manien und Obsessionen geprägt, so bespitzelt er beispielsweise seine Nachbarn und führt Akten, in denen er ihr Verhalten festhält.
In der Schule lernt Michele die Französischlehrerin Bianca kennen, in die er sich verliebt. Die sich anbahnende Beziehung leidet aber unter Micheles zwanghaftem Verhalten, das ihn zurückhält, Bianca seine wahren Gefühle zu zeigen.
Nach einem Mord an einem von Micheles Nachbarn wird der ermittelnde Polizeiinspektor auf Micheles seltsame Verhaltensweisen aufmerksam. Später werden auch zwei Freunde von Michele ermordet aufgefunden und er wird zum Hauptverdächtigen, wird jedoch durch ein falsches Alibi von Bianca vorerst entlastet.
Michele leidet immer stärker unter seinen psychischen Störungen und gesteht die Morde schließlich in den letzten Szenen des Films in einem langen von Wahnsinn gezeichneten Monolog dem Inspektor. Als Motiv gibt er an, dass die Ermordeten ihn enttäuscht hätten und dies sein ordentliches gleichförmiges Leben gestört habe.

## Trivia
- Im Abspann des Films findet sich ein Fehler bei der Jahreszahl des Films: die in römischen Zahlen wiedergegebene Zahl lautet MCMXXXIV (1934), müsste aber eigentlich MCMLXXXIV (1984) lauten.
- Michele Apicella ist das Alter Ego, das Nanni Moretti für alle seine Rollen in seinen Filmen verwendet.
- In einer Szene des Films spielt Sachertorte eine große Rolle. Die Szene wurde so bekannt, dass Morettis 1987 gegründete Produktionsgesellschaft den Namen „Sacher Film“ trägt.
- Der Schulpsychologe wird von Luigi Moretti, Nannis Vater gespielt.
- Im Marilyn-Monroe-Gymnasium sind die traditionellen Porträts des Präsidenten der Republik in den Klassenzimmern durch Porträts des Torwarts Dino Zoff ersetzt.

## Kritik
„Frühe Tragikomödie von Nanni Moretti um sein fiktives Alter Ego Michele Apicella, in der existenzielle Fragen ebenso vorkommen wie komödiantische Exzesse.“

## Auszeichnungen
- 1984 – David di Donatello
  - Nomination Beste Hauptdarstellerin: Laura Morante
  - Nomination Bester Hauptdarsteller: Nanni Moretti
  - Nomination Bestes Drehbuch:  Nanni Moretti und Sandro Petraglia
- 1984 – Nastri d’argento
  - Nomination Regie des besten Films:  Nanni Moretti